# Харкові круги
Ха́ркові Круги́ — лісовий заказник місцевого значення в Україні. Об'єкт природно-заповідного фонду Житомирської області. 
Розташований на території Олевського району Житомирської області, на захід від села Юрове. 
Площа 29,7 га. Статус надано згідно з рішенням обликонкому від 23.12.1991 року № 360. Перебуває у віданні ДП «Олевське ЛГ» (Юрівське л-во, кв. 42, вид. 19, 21, 24, 42). 
Статус надано для збереження залишків Юрівського корабельного гаю, закладеного в XIX столітті в долині річки Уборть. Зростають чисті та змішані дубові насадження віком 110—140 років.